# Nikólaos Afentulis
Nikólaos Afentulis (en griego: Νικόλαος Αφεντούλης; 6 de noviembre de 1990) es un deportista griego que compitió en remo. Ganó una medalla de plata en el Campeonato Mundial de Remo de 2012, en la prueba de cuatro scull ligero.

## Palmarés internacional
| Campeonato Mundial | Campeonato Mundial | Campeonato Mundial | Campeonato Mundial  |
| Año                | Lugar              | Medalla            | Prueba              |
| ------------------ | ------------------ | ------------------ | ------------------- |
| 2012               | Plovdiv (Bulgaria) | Medalla de plata   | Cuatro scull ligero |